# Chironomus scriptus
Chironomus scriptus är en tvåvingeart som först beskrevs av Johann Wilhelm Meigen 1838.  Chironomus scriptus ingår i släktet Chironomus och familjen fjädermyggor.
Artens utbredningsområde är Tyskland. Inga underarter finns listade i Catalogue of Life.